# Temas en Minority Report
La trama de la película de ciencia ficción neo-noir Minority Report (2002) se ocupa de una serie de temas. Los nudos argumentales de la película se centran en torno a un trío de psíquicos llamados "precogs", que ven imágenes del futuro denominadas "previsiones" de crímenes aún no cometidos. Estas imágenes son procesadas por "Precrime", un departamento de policía especializado, que aprende a los criminales sobre la base del conocimiento previo de los precogs. El reparto incluye a Tom Cruise como el oficial de Precrime John Anderton, Colin Farrell como el agente del Departamento de Justicia Danny Witwer, Samantha Morton como la precog principal Agatha y Max von Sydow como el jefe de Anderton, Lamar Burgess. La película es una combinación de whodunnit, thriller y ciencia ficción.
El tema central de la película es el dilema entre libre albedrío y determinismo. Se examina si el libre albedrío puede existir si el futuro está dado y es conocido de antemano. También se ocupa del papel preventivo del gobierno en la protección de sus ciudadanos, un tema oportuno para la época cuando se filmó la película, dados los debates en Estados Unidos sobre la expansión de los poderes del Gobierno de ese país tras los atentados del 11 de septiembre de 2001. Minority Report presenta un futuro de creciente vigilancia electrónica, publicidad personalizada y analiza el rol de los medios en un contexto futuro donde los avances electrónicos hagan su presencia casi ilimitada, la legalidad potencial de un fiscal infalible y el tema recurrente de Steven Spielberg de la ruptura familiar. El análisis de Spielberg del aspecto familiar fue motivado por el divorcio de sus padres cuando era niño.

## Libre albedrío vs. determinismo
El tema principal de Minority Report es el debate filosófico clásico entre libre albedrío y determinismo. Una de las cuestiones centrales que plantea la película es si el futuro está dado o si el libre albedrío puede alterar el futuro. Como comentó el crítico C.A. Wolski, "Al comienzo, Minority Report [...] promete ver algunos temas profundos: ¿poseemos libre albedrío o estamos predestinados a nuestra suerte?"; sin embargo, también se añade la cuestión sobre si las visiones de los precogs son correctas. Como se preguntó el autor James Berardinelli, "¿es exacta la visión de los precogs o ha sido manipulada de alguna manera? Quizás Anderton no va a matar a nadie realmente, sino que ha sido incriminado por un criminal astuto y bien informado que lo quiere fuera del camino." La precog Agatha también afirma que, puesto que Anderton conoce su futuro, puede cambiarlo; no obstante, la película indica que el conocimiento de Anderton del futuro sería en realidad el factor que causa la muerte de Leo Crow. Berardinelli describe este hecho como la principal paradoja con respecto al libre albedrío y el determinismo en la película, "aquí está la mayor de todas: es posible que el acto de acusar a alguien de un asesinato puede empezar una cadena de eventos que conduzcan al asesinato. En el caso de Anderton, escapa antes de ser acusado. La única razón por la que termina en circunstancias en que podría verse obligado a matar es porque es un fugitivo. Si se deja a un lado la acusación, no habría forma de que cometiera un acto criminal. La predicción lleva al acto: una profecía autocumplida. Se puede ver el círculo viciosos y es delicioso (aunque un poco desesperante) para reflexionar." El crítico Dean A. Kowalski sostiene que, en este escenario, todavía existe el libre albedrío, pues los perpetradores controlan sus acciones y las visiones de los precogs no son más que los hechos que resultan de sus elecciones.
El tema central de la película es discutido en la cuarta escena. Witwer discute sobre el sistema PreCrime con el equipo de la división policial. Cree que su principal "inconveniente legalista" es que "arresta a individuos que no han violado ninguna ley". Jad responde, "¡pero lo harán!" Cuando Anderton se suma a la discusión, reconoce la paradoja que presenta Witwer; que los precogs impiden un evento aceptado como un hecho, pero que nunca ocurrirá. Para mostrar a Witwer que las personas usan la predeterminación de forma regular, Anderton coge una bola de madera y la rueda hacia Witwer, quien la coge antes de que caiga al suelo. Cuando le pregunta por qué atrapó la bola, Witwer responde "porque iba a caerse". Anderton replica, "pero no lo hizo". Luego, con confianza, le dice "el hecho que hayas evitado que suceda no cambia el hecho que iba a suceder." Kowalski siente que este ejemplo es defectuoso en tanto la bola no posee libre albedrío, sino simplemente actúa de acuerdo a las leyes de la física, pero reconoce que si un individuo hubiera elegido libremente cometer un crimen, lo haría. El académico Stephen Mulhall destaca que, a diferencia de las leyes de la física que tienen una serie de leyes causales científicamente comprobables, Anderton solamente tiene las visiones de los precogs, cuyas habilidades psíquicas no son del todo explicadas por la ciencia.